# Le Sang des bêtes
Pour plus de détails, voir Fiche technique et Distribution.
Le Sang des bêtes est un film documentaire de Georges Franju sorti en 1949.
Montrant la mort des animaux dans les abattoirs parisiens de la Villette et de Vaugirard, ce film vériste est un des documentaires les plus directs sur cet univers de travail.

## Fiche technique
- Titre : Le Sang des bêtes
- Réalisation et scénario : Georges Franju
- Commentaire : Jean Painlevé, dit par Georges Hubert et Nicole Ladmiral
- Photographie : Marcel Fradetal
- Musique : Joseph Kosma
- Montage : André Joseph
- Société de production : Forces et Voix de France
- Pays de production :  France
- Format : noir et blanc — 35 mm
- Genre : documentaire
- Durée : 21 minutes
- Date de sortie : 1949

## Postérité littéraire
Jonathan Coe l'évoque longuement dans Testament à l'anglaise : « un soir, alors que j'avais vingt-quatre ans, j'allai assister à un festival de films français organisé par le ciné-club de l'université. On projeta d'abord Le Sang des bêtes, court documentaire de Georges Franju sur un abattoir parisien. La salle s'était à moitié vidée avant la fin. C'était un public typique de ciné-club : amateurs endurcis de films d'horreur, pour la plupart (...). Mais qu'y avait-il dans ce film précis, tellement délicat et mélancolique à maints égards, pour faire crier de dégoût les femmes, et pousser les hommes vers la  sortie ? ».
Muriel Pic cherche en 2017 à se confronter aux images des anciens abattoirs parisiens de Vanves et de la Villette, en ayant recours aux archives inédites du tournage du film de Franju, à des fragments de récits autobiographiques, et à des réflexions sur le rapport des sociétés à l’abattage de masse.
L'écrivain Joseph Ponthus y fait référence dans son livre À la ligne, alors que lui-même travaille en abattoir : « Le Sang des bêtes est un documentaire réalisé en 1949 par Georges Franju dans les abattoirs de Vaugirard et de La Villette qui fait passer n'importe quelle vidéo de L214 pour un épisode gentillet de La Petite Maison dans la Prairie », et indique « Le Sang des bêtes est insoutenable et c'est pour ça qu'il faut le voir, parce qu'il montre précisément le métier ».